# Corea del Norte en los Juegos Olímpicos de la Juventud 2018
Corea del Norte participó en los Juegos Olímpicos de la Juventud de Buenos Aires 2018. El responsable del equipo olímpico es el Comité Olímpico de la República Popular Democrática de Corea, así como las federaciones deportivas nacionales de cada deporte con participación.

## Gimnasia

### Gimnasia rítmica
Corea del Norte tuvo una plaza femenina gracias a su actuación en el Campeonato Juvenil Asiático 2018.
- Evento individual femenino completo - 1 plaza

## Halterofilia
Corea del Norte consiguió una plaza femenina gracias a su actuación en el Campeonato Juvenil Mundial 2017.
- Evento femenino - 1 plaza

## Tenis de mesa
Corea del Norte clasificó dos atletas (un hombre y una mujer) gracias a su actuación en los torneos clasificatorios para los Juegos.
- Evento individual masculino - Kim Song Gun
- Evento individual femenino - Pyon Song Gyong

## Tiro con arco
Corea del Norte logró clasificar una atleta, Kang Jin Hwa, gracias a su actuación en el Torneo Clasificatorio de Asia Continental.
- Evento individual femenino - Kang Jin Hwa